# Amada López Meneses
Amada López Meneses (Los Nogales, 20 de junio de 1906-Barcelona, 4 de octubre de 1976) fue una catedrática e investigadora española.

## Trayectoria
Estudió el bachillerato en el Instituto de Lugo donde finalizó en el año 1923 con un currículo impecable con matrícula de honor en todas las asignaturas. Se traslada a Madrid para continuar con sus estudios donde ingresa en la Universidad Central, donde licenció en Filosofía y Letras, especializándose en Historia y donde, posteriormente obtuvo el título de Doctora. La Junta de Ampliación de Estudios (JAE) le concedió en 1932 una beca que le permitió viajar a París para investigar para su tesis doctoral sobre el viaje de Margarita de Angulema a España. Como los fondos de la beca no le permiten subsistir, consigue trabajo como "repetrice" de español en L'Ecole Normale Supérieure de Fontenay-aux-Roses. 
Tuvo una carrera investigadora larga y fructífera, aunque marcada por intermitencias debido a su dedicación plena a la investigación histórica en archivos. Aunque enfrentó dificultades durante el Franquismo, fue reconocida como una prestigiosa historiadora. Es especialmente famosa por sus investigaciones sobre los gitanos en España, basadas en importantes documentos que descubrió en archivos como el Archivo General de Simancas y el Archivo Histórico Nacional. Sus trabajos incluyen estudios sobre diversos temas históricos, como las pensiones de la Academia de San Fernando, la presencia de Moctezuma en Sevilla, y las consecuencias de la peste negra en la Corona de Aragón, siendo considerada pionera en estos campos.
A partir del año 1936 se instaló en Barcelona. Ha publicado en los Boletines de la Real Academia de la Historia y de la Sociedad Española de Excursiones.
Combinó su labor como investigadora con la de historiadora, siendo ambas muy prolíficas. A pesar de los desafíos durante los primeros años del Franquismo, continuó publicando artículos y colaborando con diversos centros de investigación, como el Consejo Superior de Investigaciones Científicas (CSIC) y el Instituto de Historia de Buenos Aires. Sus trabajos fueron publicados en revistas de prestigio como el Boletín de la Real Academia de la Historia y el Bulletin hispanique. Además de estudios históricos, escribió varias biografías, como las de Crescas de Viviers y Pedro el Ceremonioso. Su labor la llevó a obtener un prestigio intelectual notable, participando en congresos y actos de homenaje, y contribuyendo al mejoramiento del Archivo General de Simancas.

## Obra
- Ilustres extranjeros que en 1525 y 1526 visitan Barcelona (1935)
- Francisco I en Valencia (1938)
- Documentos culturales de Pedro el Ceremonioso (Escuela de Estudios Medievales. CSIC, 1952)
- Crescas de Viviers, astrólogo de Juan I el Cazador (¿Viviers?-Barcelona, m. 9 de agosto de 1391) (1954)
- El primer regreso de Hernán Cortés a España (1954)
- Documentos acerca de la peste negra en los dominios de la Corona de Aragón (1956)
- Los consulados catalanes de Alejandría y Damasco en él reinado de Pedro el Ceremonioso (1956)
- Carlos de Borbón-Montpensier, Duque de Borbón, Condestable de Francia: su viaje a España (1525-1526) (1958)
- Correspondencia de Pedro el Ceremonioso con la soldanía de Babilonia (1959)
- Una consecuencia de la peste negra en Cataluña:El programa de 1348 (1959)
- El último infante de Navarra Carlos de Albret (1961)
- Pedro el Ceremonioso y las reliquias de Santa Bárbara (1962)
- Martín el Humano conde de Morella (1962)
- Un compañero de Hernán Cortés: Juan Cañería de Saavedra, yerno de Moctezuma (Cáceres ¿150? Sevilla, II de septiembre de 1572) (1965)
- Magdalena y Catalina de Albret Foix, Infantas de Navarra (1965)
- Novesdades sobre la immigració gitana en la Espanya al segle XV (1971)
- El Oratorio de el Caballero de Gracia
- Las pensiones que en 1748 concedió la Academia de San Fernando para ampliación de estudios en Roma
- Un nieto de Moctezuma en la cárcel de Sevilla
- Los extremeños en América
- Alonso de Grado

## Reconocimientos
En 1942 fue nombrada miembro de la Real Academia Gallega.
En 2020, fue incluida dentro del proyecto “Mujeres Investigadoras en los Archivos Estatales (1900-1970)” para la descripción archivística y creación de un micrositio específico en el Portal de Archivos Españoles (PARES), desarrollado entre 2020-2023. Este proyecto ha sido impulsado por la Subdirección General de Archivos Estatales, con el objetivo visibilizar la labor de investigación realizada en España por las mujeres en el intervalo 1900-1970 partiendo de los registros documentales que se conservan en los Archivos de Gestión de los AAEE del Ministerio de Cultura (el Archivo Histórico Nacional, el Archivo de la Corona de Aragón, el Archivo General de Simancas, el Archivo General de Indias, el Archivo de la Real Chancillería de Valladolid, el Archivo General de la Administración y el Centro de Información Documental de Archivos).